# Christian Wöllner

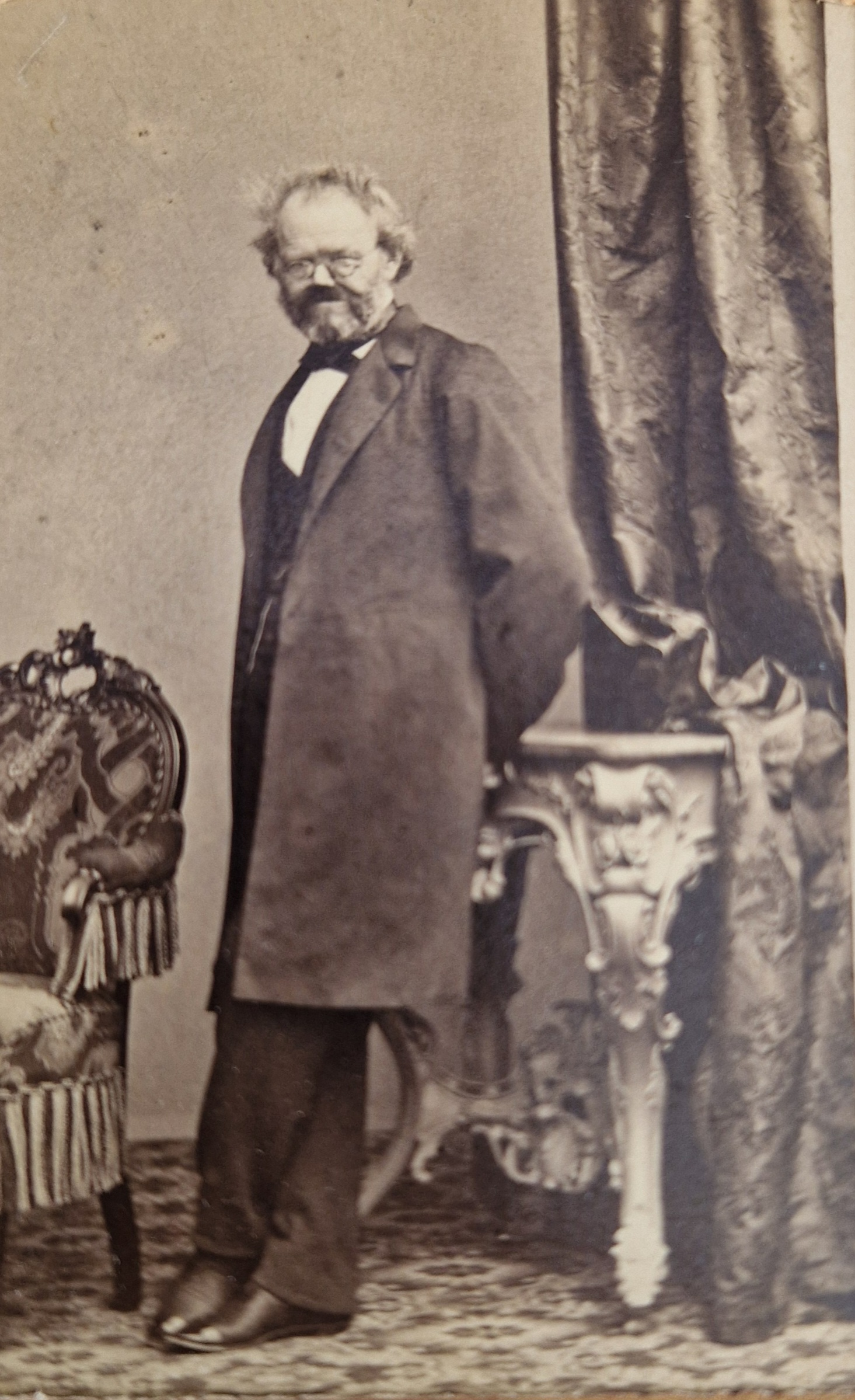
Christian Wöllner (Jahr unbekannt)

Johann Christian Wöllner (* 10. Januar 1798 in Gummersbach; † 11. Juni 1866 in Köln) war ein deutscher Chemiker und Unternehmer.

## Biographie
Christian Wöllner wurde als Sohn des Apothekers und Unternehmers Johann Gottfried Wöllner († 1829) in Gummersbach geboren. Er besuchte ein Gymnasium in Köln. 1818 nahm er in Bonn ein Studium der Chemie auf. Einer seiner Professoren war Karl Wilhelm Gottlob Kastner, einer seiner Kommilitonen Justus Liebig. Er promovierte in Chemie und in Philosophie.
Anfang des 19. Jahrhunderts hatte der Vater gemeinsam mit Friedrich Mannes, einem weiteren Chemiker, die ehemalige Abtei Altenberg gepachtet und dort eine Fabrik für „Berliner Blau“ errichten lassen, wie es nach der Säkularisation allgemein üblich wurde, leer stehende Klostergebäude als Werkstätten oder Fabriken zu nutzen. Eine Brand-Explosion vernichtete am 6./7. November 1815 die Klostergebäude und das Kirchendach. Später betrieb er eine chemische Fabrik in Dünnwald, die wegen der Geruchsbelästigung in einem Wald gebaut wurde. Diese Fabrik von Wöllners Vater besuchte Liebig Anfang der 1820er Jahre, wie er in einem Brief berichtete: „Ich habe mich, ohne gerade zu spionieren, um alles erkundigt und finde bei diesen chemischen Fabriken alles mechanisch.“ Er beschrieb ausführlich die Fabrikation und ergänzte sie mit einfachen Zeichnungen.
Im Jahr 1825 ließ Wöllner senior für die Arbeiterschaft in Dünnwald die Siedlung Kunstfeld errichten, die erhalten ist und unter Denkmalschutz steht.

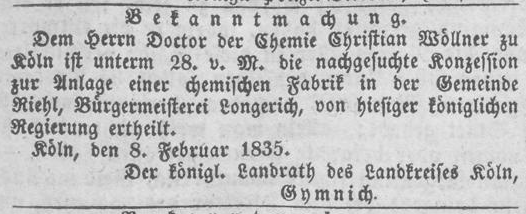
Bekanntmachung vom 14. Februar 1835

1834 eröffnete der Sohn, der – wie der Kunsthistoriker Walter Buschmann schreibt – „geradezu legendäre“ Christian Wöllner als erster Gründer auf dem späteren Industrie-Areal zwischen Deutz und Mülheim eine Werkstatt zur Produktion von Bleiweiß, die als eine der ältesten Bleiweißfabriken Europas gilt.
1840 gründete er in Riehl am Mülheimer Weg (seit 1883 Riehler Straße) die Wöllner’sche Schwefelsäurefabrik. Das Grundstück reichte bis zum Rhein und lag etwa dort, wo sich heute die Straßenbahnhaltestelle Boltensternstraße befindet. Wöllner lebte zu diesem Zeitpunkt in Köln auf der Schildergasse, Nr. 90. Im Jahr 1834 heiratete er in Köln Maria Cäcilia Dumont, die im Dezember 1838 im Alter von 27 Jahren starb. Der Ehe entstammte eine Tochter, Pauline, die wenige Wochen zuvor, am 3. November 1838, geboren worden war.
1846 errichtete Wöllner in Buckau eine Fabrik zur Herstellung von Salpeter. 1851 verkaufte er der Familie Lindgens (später Lindgens & Söhne) die Bleiweiß-Werkstatt in Mülheim. Vermieter der Immobilie war Wöllners Schwager Benjamin Sternenberg (1795–1858), der aus der Schwelmer Kaufmannsfamilie Sternenberg stammte und in erster Ehe mit Wöllners Schwester Helena verheiratet gewesen war. In der Folge kam es zu juristischen Auseinandersetzungen zwischen den Parteien: Wöllner hatte den Lindgens nicht nur die Produktionsanlage für 2000 Taler verkauft, sondern auch die Ergebnisse seiner bisherigen Experimente und sich verpflichtet, im Raum des Kölner Zollvereins kein eigenes Mennige-Unternehmen zu eröffnen. An diese Vereinbarung habe er sich nicht gehalten, und die Berechnungen seien fehlerhaft gewesen, so die Klage der Lindgens, die allerdings 1856 vom Landgericht abgewiesen wurde.
Deutschlandweit errichtete Wöllner Anlagen zur Produktion von Holzessig, Berliner Blau, Salmiak, Bleizucker, Mennige, Phosphor und weiteren Stoffen. Außerdem richtete er Fabriken für „fremde Rechnung“ ein, so in Belgien, Schweden und in den russischen Ostseeprovinzen. Mitte 1845 stellte Wöllner, „welcher die erste großartige Holzessigfabrik in Deutschland errichtete“, einen Antrag zur Errichtung eines derartigen Werkes in Ungarn. Alle diese Fabriken, so schrieb die Kölnische Zeitung anlässlich seines 100. Geburtstages, hätten nach dem Urteil von Experten durch ihre „Originalität“ einen wesentlichen Fortschritt in der chemischen Technik bedeutet. Er sei ein „self made man“ und kein „Theoretiker“ gewesen. Auch wurde hervorgehoben, dass Wöllner literarisch interessiert und sehr musikalisch gewesen sei.
Als wichtigste Erfindung Wöllners galt die Produktion von Kalisalpeter aus dem südamerikanischen Natronsalpeter und Pottasche. Die Herstellung dieses Salzes war unter anderem für die Herstellung von Schießpulver notwendig und bis zu diesem Zeitpunkt ein Monopol Englands, das die Rohstoffe aus Asien liefern ließ. Seiner Erfindung gebühre das Verdienst, Deutschland in diesem Bereich vom Ausland unabhängig zu machen, so die Kölnische Zeitung. Seine Erfindungen habe er meist nicht als Patent angemeldet, sondern sie durch Veröffentlichungen zum „Gemeingut“ gemacht, so dass andere „geerntet“ hätten, was er „gesät“ habe. Einige seiner Erkenntnisse veröffentlichte er in der Zeitschrift Archiv für die gesammte Naturlehre, die von Kastner herausgegeben wurde (Band 6 Heft 3, S. 364).

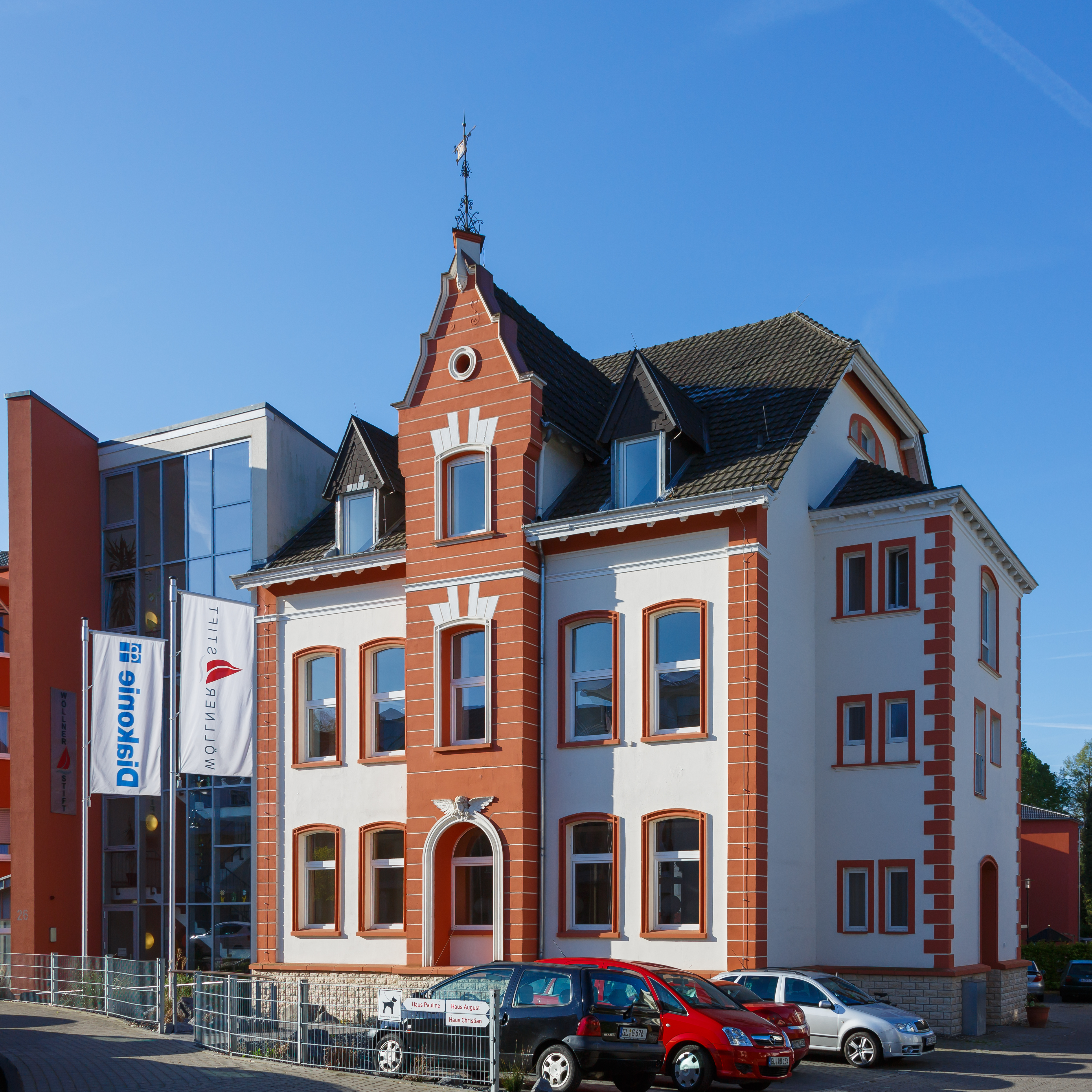
Das Wöllner-Stift in Rösrath-Hoffnungsthal (2014)

Der technisch und kaufmännisch begabte Otto Reusch aus Hoffnungsthal, Ehemann von Wöllners Tochter Pauline, unterstützte seinen Schwiegervater ab 1862 als Geschäftspartner. Wöllner starb am 11. Juni 1866 nach längerer Krankheit in der Wohnung von Tochter und Schwiegersohn am Heumarkt 66. Nach Wöllners Tod führte Reusch dessen Unternehmen weiter. 1881 wurden die Werke in Riehl an J. W. Weiler & Cie. veräußert und gingen später auf Umwegen in der I.G. Farben auf.
1898 gründete Pauline Reusch zum Gedenken an ihren Vater eine Stiftung für ein „Armen- und Krankenhaus“ in Hoffnungsthal. Zur Gründung wurden 50.000 ℳ (entspricht heute etwa 420.000 EUR) für den Erwerb der Grundstücke gestiftet und 1903 das „Wöllner-Stift“ eröffnet. Bis in die Gegenwart (2024) besteht es als Alten- und Pflegeheim weiter.